# Frederik af Anhalt-Dessau
Frederik af Anhalt-Dessau (født 27. december 1769, død 27. maj 1814) var en tysk prins, der fra 1769 til 1814 var arving til det lille fyrstendømme (og fra 1807 hertugdømme) Anhalt-Dessau i det centrale Tyskland. Han tilhørte Huset Askanien og var søn af fyrst Leopold 3. af Anhalt-Dessau.

## Biografi
Arveprins Frederik blev født den 27. december 1769 i Dessau i Anhalt som det eneste overlevende barn af fyrst Leopold 3. af Anhalt-Dessau i hans ægteskab med Louise af Brandenburg-Schwedt. Af sin mors arv modtog Frederik die brandenburgske godser Stolzenberg, Wormsfelde og Zantoch, der dermed kom til huset Anhalt-Dessau. Teksten til den tyske sang "Des kleinen Friedrichs Geburtstag" (dansk: Den lille Frederiks fødsesldag), K. 529, af Wolfgang Amadeus Mozart, blev oprindelig skrevet i 1778 af digteren Johann Eberhard Friedrich Schall i anledning af Frederiks niårs fødselsdag. 
Fra 1788 trådte Arveprins Frederik i preussisk militærtjeneste, hvor han blev officer og opnåede rang af generalfeltmarskal. I starten af januar 1794 tog han sin afsked fra den preussiske hær.
Arveprins Frederik tog i 1805 initiativ til anlægget af landsskabsparken i Kühnau. Frederik, der aldrig tog del i regeringen af Anhalt, døde den 27. maj 1814 i Dessau. Han blev begravet på Neuer Begräbnitsplatz i Dessau. Da han døde tre år før sin far, var det Frederiks ældste søn, Leopold, der efterfulgte sin farfar som hertug af Anhalt-Dessau i 1817.

## Ægteskab og børn
Frederik giftede sig den 12. juni 1792 i Homburg med landgrevinde Amalie af Hessen-Homburg, datter af landgrev Frederik 5. af Hessen-Homburg og Karoline af Hessen-Darmstadt. I ægteskabet blev der født 7 børn:
- Auguste (1793–1854)

∞ 1816 med Fyrst Friedrich Günther af Schwarzburg-Rudolstadt (1793–1867)
- Leopold 4. Friedrich (1794–1871), Hertug af Anhalt

∞ 1818 med Prinsesse Frederikke af Preussen (1796–1850)
- Georg (1796–1865)

∞ 1. 1825 med Prinsesse Karoline af Schwarzburg-Rudolstadt (1804–1829)
∞ 2. 1831 morganatisk med Therese Emma von Erdmannsdorf (1807–1848), „Gräfin von Reina“ 1831
- Paul (1797-1797)
- Louise (1798–1858)

∞ 1818 med Landgreve Gustav af Hessen-Homburg (1781–1848)
- Frederik August (1799–1864)

∞ 1832 med Prinsesse Marie af Hessen-Kassel (1814–1895)
- Vilhelm (1807–1864)

∞ 1840 morganatisk med Emilie Klausnitzer (1812–1888), „Freifrau von Stolzenberg“ 1842

## Eksterne links
- Wikimedia Commons har flere filer relateret til Frederik af Anhalt-Dessau